# Cantó de Brioux-sur-Boutonne
El cantó de Brioux-sur-Boutonne és un cantó francès del departament de Deux-Sèvres, situat al districte de Niort. Té 19 municipis i el cap és Brioux-sur-Boutonne.

## Municipis
- Asnières-en-Poitou
- Brieuil-sur-Chizé
- Brioux-sur-Boutonne
- Chérigné
- Chizé
- Ensigné
- Juillé
- Les Fosses
- Le Vert
- Luché-sur-Brioux
- Lusseray
- Paizay-le-Chapt
- Périgné
- Secondigné-sur-Belle
- Séligné
- Vernoux-sur-Boutonne
- Villefollet
- Villiers-en-Bois
- Villiers-sur-Chizé

## Història
| Data d'elecció                           | Identitat       | Partit                       | Qualitat |
| ---------------------------------------- | --------------- | ---------------------------- | -------- |
| 1945-1958                                | M. Joulain      | radical                      |          |
| 1958-1994                                | Georges Treille | radical, després UDF-radical |          |
| 1994-2008                                | Pierre Deborde  | Divers droite                |          |
| 2008-                                    | Bernard Belaud  | Divers droite                |          |
| les dades anteriors no són pas conegudes |                 |                              |          |
|                                          |                 |                              |          |

## Demografia
| A partir de 1990: Població sense dobles comptes |